# 劳伦·贝尔
劳伦·贝尔（英語：Lauren Bell，1999年10月6日—），英国女子自行车运动员，2022年世界场地锦标赛女子团体竞速赛铜牌得主、2023年世界场地锦标赛女子团体竞速赛银牌得主。